# シャトゥー
シャトゥー （Chatou）は、フランス、イル＝ド＝フランス地域圏、イヴリーヌ県のコミューン。パリの西の郊外にあり、ルノアールが多くの絵を残した場所として知られている。

## 地理
シャトゥはパリの10km西、セーヌ川に面している。サン＝ジェルマン＝アン＝レーとは6km、ヴェルサイユとは10km離れている。コミューンの東は、セーヌ川を挟んでリュエイユ＝マルメゾンと向かい合っている。セーヌ川に浮かぶアンプレッショニスト島（fr）では、毎年3月と10月に古物品およびハム見本市（fr）が開催されている。

## 歴史

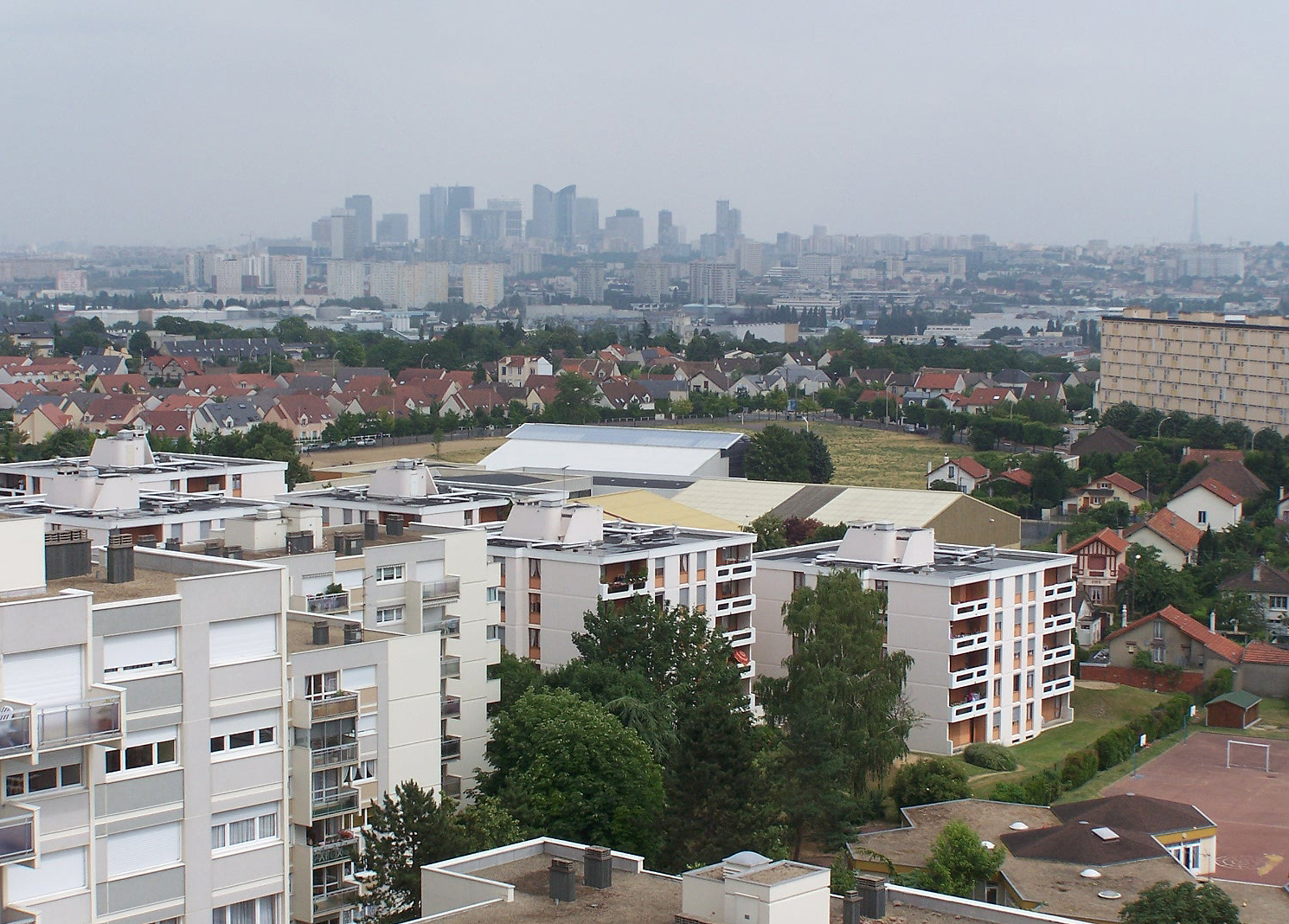
シャトゥーからパリを眺める

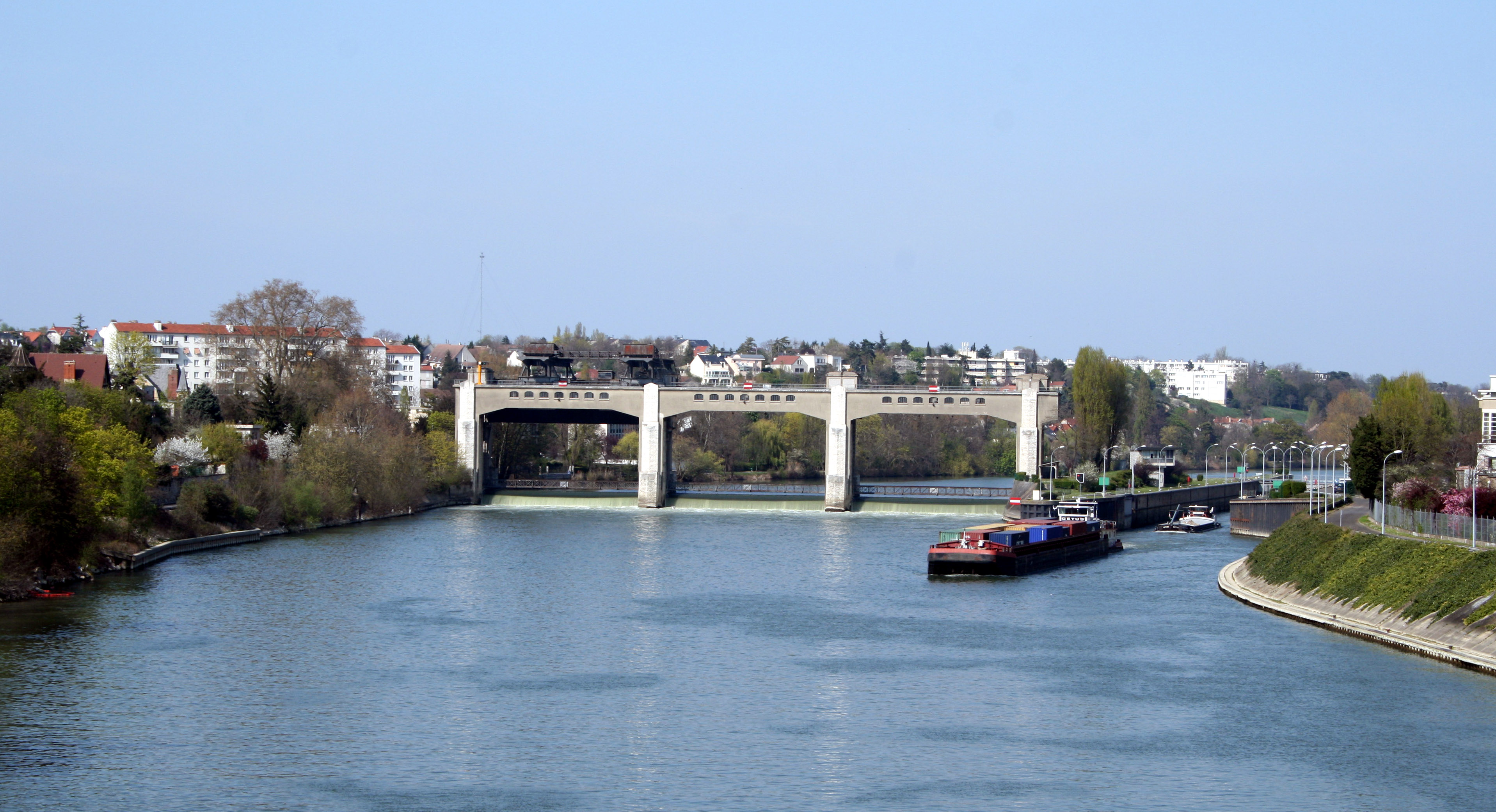
シャトゥーのセーヌ河岸にある閘門

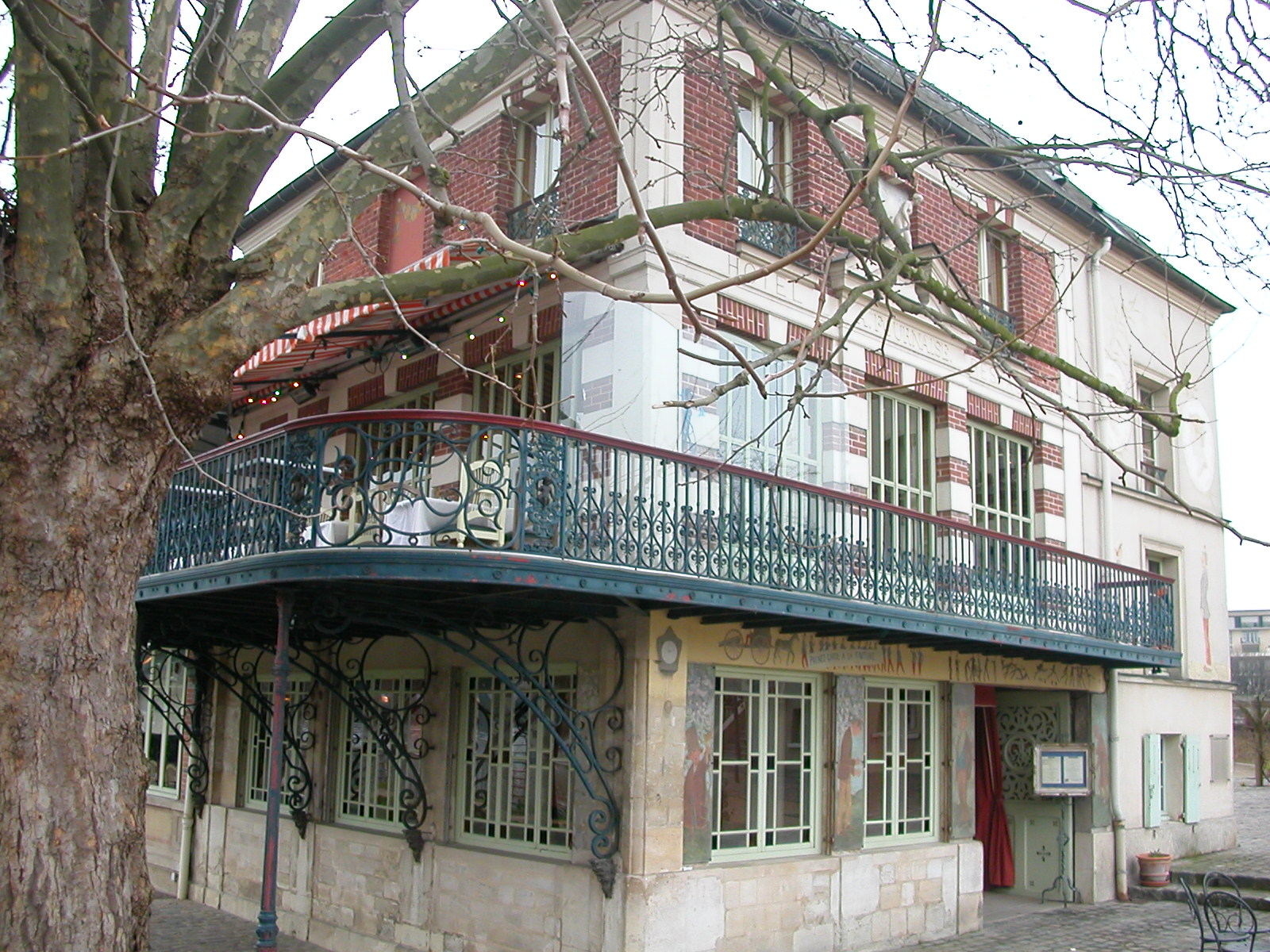
メゾン・フルネーズ。現在は博物館

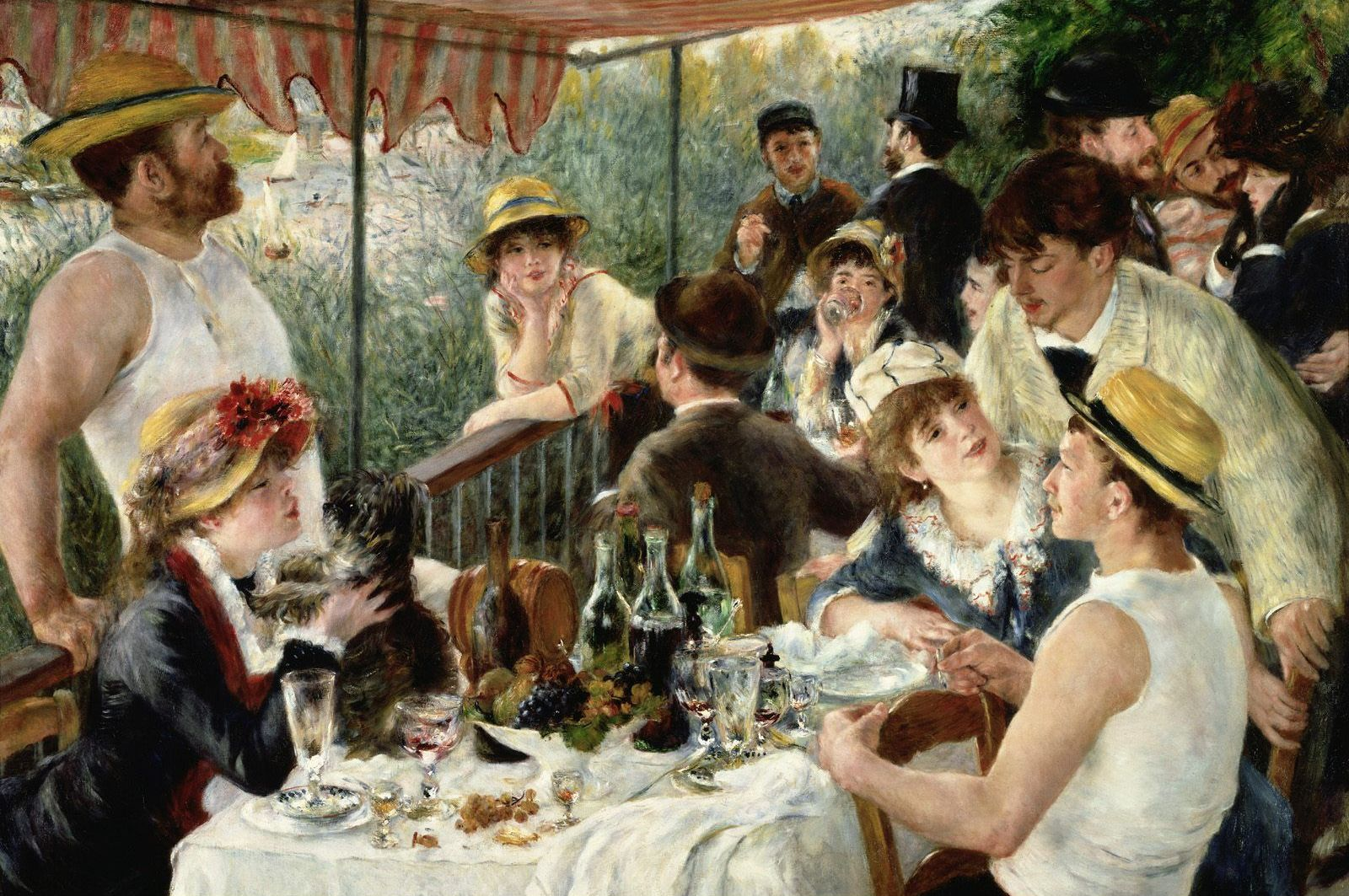
舟遊びをする人々の昼食

シャトゥーとは、ガロ＝ローマ時代の人名Cattusに由来する。シャトゥーの地にはかつてローマ人のヴィッラがあった。6世紀以降、ヴィッラの周囲の村が成長し、メロヴィング朝時代には他の村も現れた。9世紀以降村は成長し、シャトゥーとクロワジーの領主が勢力を拡大した。住民は基本的に漁業とワイン用ブドウ栽培で生計を立てていた。ノルマン人がセーヌ川一帯へ侵攻しても貿易が妨げられることはなかった。11世紀に初めて教会が木造で建てられ、以後も同じ場所に教会が再建されている。
13世紀の記録には、村の名がChatoまたはCathoと書かれていた。
1374年、シャルル5世時代の地主で王の宮廷官吏ジル・マレがシャトゥー領主となった。このジル・マレは現在ほとんど忘れ去られているが、当時王の友として輝かしい立場にあった人物で、1369年には王の名を冠した図書館を管理していた。シャルル5世の図書館は後に王家の図書館となり、現在のフランス国立図書館へと至っている。
1762年、アンリ・レオナール・ジャン・バティスト・ベルタンがシャトゥーの領地を買い取り、古い城を修繕し、ジャック＝ジェルマン・スフロ（fr、パンテオンの設計者）の図面で新たな城を建てた。新しい城にはニンファエウムが建てられたが、1910年に壊されている。ベルタンが最後のシャトゥー領主であった。
19世紀、最初に穀物や野菜の生産でシャトゥー経済は発展した。1837年、パリからル・ペックへの鉄道路線が敷かれた。これが村の発展のきっかけとなった。シャトゥーに魅せられたパリ市民は、舟遊びをしたり、河岸のギャンゲットに集まった。多くの別荘が建てられた。
現代に入るとシャトゥーにはガスが引かれ、街灯がともされ、トラムがやってきた。この時代には市場も開かれていた。19世紀後半、シャトゥー生まれの画家アンドレ・ドランなど印象派や、モーリス・ド・ヴラマンクらフォーヴィズムの画家たちがシャトゥーに関心を抱いた。オーギュスト・ルノワールは、アンプレッショニスト島のレストラン、メゾン・フルネーズの常連客となった。『舟遊びをする人々の昼食』（Déjeuner des Canotiers）は、シャトゥーで描かれた作品の一つである。1898年は、コミューンの産業史に残る記念の年となった。映画会社パテが工場を構えたのである。ここでは1955年当時1700人が雇用されていた（1994年に工場は建て壊された）。

## 交通
- 道路 - 県道186号線。コミューン内を東西に横切り、リュエイユ＝マルメゾンとの間に架かる橋を通る。県道321号線はコミューン内を南北に走り、北のカリエール＝シュル＝セーヌ、南のクロワジー＝シュル＝セーヌとをつなぐ。
- 鉄道 - RER A線シャトゥー＝クロワジー駅

## 出身者
- アンドレ・ドラン - 画家